# 해피송 (부산)
해피송은 부산CBS 표준FM에서 방송했던 낮 시간대 찬양 음악 전문 라디오 프로그램이다.

## 역사
2011년 5월 23일 《12시 해피타임》으로 방송을 시작해, 2012년 10월 29일부터 《해피아워》로 제목을 변경했다가, 2016년 7월 4일부터 "해피송"으로 제목을 변경하여 방송했으나, 2022년 9월 25일 방송을 마지막으로 11년만에 폐지되었다.

## 역대 방송시간
| 방송 채널      | 방송 기간                          | 방송 시간                      | 제목          |
| -------------- | ---------------------------------- | ------------------------------ | ------------- |
| 부산CBS 표준FM | 2011년 5월 23일 ~ 2012년 10월 27일 | 월~토요일 낮 12:00 ~ 낮 1:00   | 12시 해피타임 |
| 부산CBS 표준FM | 2012년 10월 29일 ~ 2015년 9월 12일 | 월~토요일 낮 12:00 ~ 낮 1:00   | 해피아워      |
| 부산CBS 표준FM | 2015년 9월 14일 ~ 2016년 7월 2일   | 월~토요일 낮 12:15 ~ 낮 1:00   | 해피아워      |
| 부산CBS 표준FM | 2016년 7월 4일 ~ 2018년 11월 3일   | 월~토요일 낮 12:15 ~ 낮 1:00   | 해피송        |
| 부산CBS 표준FM | 2018년 11월 5일 ~ 2019년 6월 8일   | 월~토요일 낮 12:05 ~ 낮 1:00   | 해피송        |
| 부산CBS 표준FM | 2019년 6월 10일 ~ 2021년 2월 28일  | 매일 낮 12:05 ~ 낮 1:00        | 해피송        |
| 부산CBS 표준FM | 2021년 3월 6일 ~ 2021년 11월 7일   | 주말 낮 12:05 ~ 낮 1:00        | 해피송        |
| 부산CBS 표준FM | 2021년 11월 14일 ~ 2022년 9월 25일 | 매주 일요일 낮 12:05 ~ 낮 1:00 | 해피송        |

## 역대 DJ

### 12시 해피타임
- 2011년 5월 23일 ~ 2012년 10월 27일 : 김정현 아나운서

### 해피아워
- 2012년 10월 29일 ~ 2014년 5월 17일 : 김정현 아나운서
- 2014년 5월 19일 ~ 2016년 7월 2일 : 정희경 아나운서

### 해피송
- 2016년 7월 4일 ~ 2018년 4월 28일 : 요일별 DJ (평일), 정희경 아나운서 (토요일)
- 2018년 4월 30일 ~ 2018년 11월 3일 : 김주현 아나운서
- 2018년 11월 5일 ~ 2019년 12월 1일 : 김정현 아나운서
- 2019년 12월 2일 ~ 2021년 2월 28일 : 장문상 아나운서
- 2021년 3월 6일 ~ 2022년 9월 25일 : 정희경 아나운서